# Mylesinus schomburgkii
Mylesinus schomburgkii är en fiskart som beskrevs av Valenciennes, 1850. Mylesinus schomburgkii ingår i släktet Mylesinus och familjen Characidae. Inga underarter finns listade i Catalogue of Life.